# 田中幹子
田中 幹子（たなか みきこ、1970年 - ）は、日本の生物学者。学位は、博士（理学）（東北大学・課程博士・1998年）（学位論文「ニワトリ肢芽域の背腹境界面におけるAER形成機構の研究」）。東京工業大学教授。

## 来歴
宮城県仙台市出身。父は物理学者。宮城県第一女子高等学校卒業。1993年大阪市立大学理学部卒業。1998年、東北大学大学院理学研究科生物学専攻博士課程修了、東北大学より博士（理学）の学位を取得。博士研究員としてロンドン大学、英国ダンディー大学、オレゴン大学への留学を経て、2004年、東京工業大学大学院生命理工学研究科助教授、2021年、東京工業大学生命理工学院教授。

## 受賞歴
- 井上研究奨励賞（1999年）[4]
- 東京工業大学挑戦的研究賞（2004年）[4]
- 日本動物学会奨励賞（2005年）[4]
- 文部科学大臣表彰若手科学者賞（2006年）[4]
- 財団法人手島工業教育資金団中村研究賞（2006年）[4]
- 日本進化学会奨励賞（2010年）[4]
- 猿橋賞（2021年）[6][7]